# Giao Hòa
	Giao Hòa		là một xã ven biển thuộc tỉnh Ninh Bình, Việt Nam.

## Địa lý
Trụ sở xã nằm cách phường Hoa Lư - trung tâm tỉnh lỵ Ninh Bình 62 km về phía Đông, có vị trí địa lý:
- Phía đông giáp xã Giao Minh.
- Phía tây giáp xã Giao Phúc và xã Giao Thủy.
- Phía nam giáp biển Đông.
- Phía bắc giáp xã Bình Định và xã Nam Tiền Hải của tỉnh Hưng Yên, có ranh giới tự nhiên là sông Hồng.

Xã Giao Hoà	có diện tích:	29,62	km², 	dân số:	41.717	người, mật độ dân số: 	1408	người/km². 	
Đây là đơn vị có diện tích xếp thứ:	46	, số dân xếp thứ: 	18	và mật độ dân số xếp thứ: 	40	trong số 129 xã, phường ở Ninh Bình. 
Xã này cùng với xã Giao Minh là nơi có sông Hồng chảy về với biển. Đây là 1 trong 14 xã tiếp giáp trực tiếp với biển của tỉnh Ninh Bình.

## Lịch sử
Theo Nghị quyết số 1674/NQ-UBTVQH15 ngày 16/6/2025 về sắp xếp các đơn vị hành chính cấp xã của tỉnh Ninh Bình năm 2025, Theo đó, sắp xếp toàn bộ diện tích tự nhiên, quy mô dân số của các xã Hồng Thuận, Giao An và Giao Lạc thành xã mới có tên gọi là xã Giao Hòa.